# Civrac-en-Médoc
 Civrac-en-Médoc  es una población y comuna francesa, situada en la región de Aquitania, departamento de Gironda, en el distrito de Lesparre-Médoc y cantón de Lesparre-Médoc.

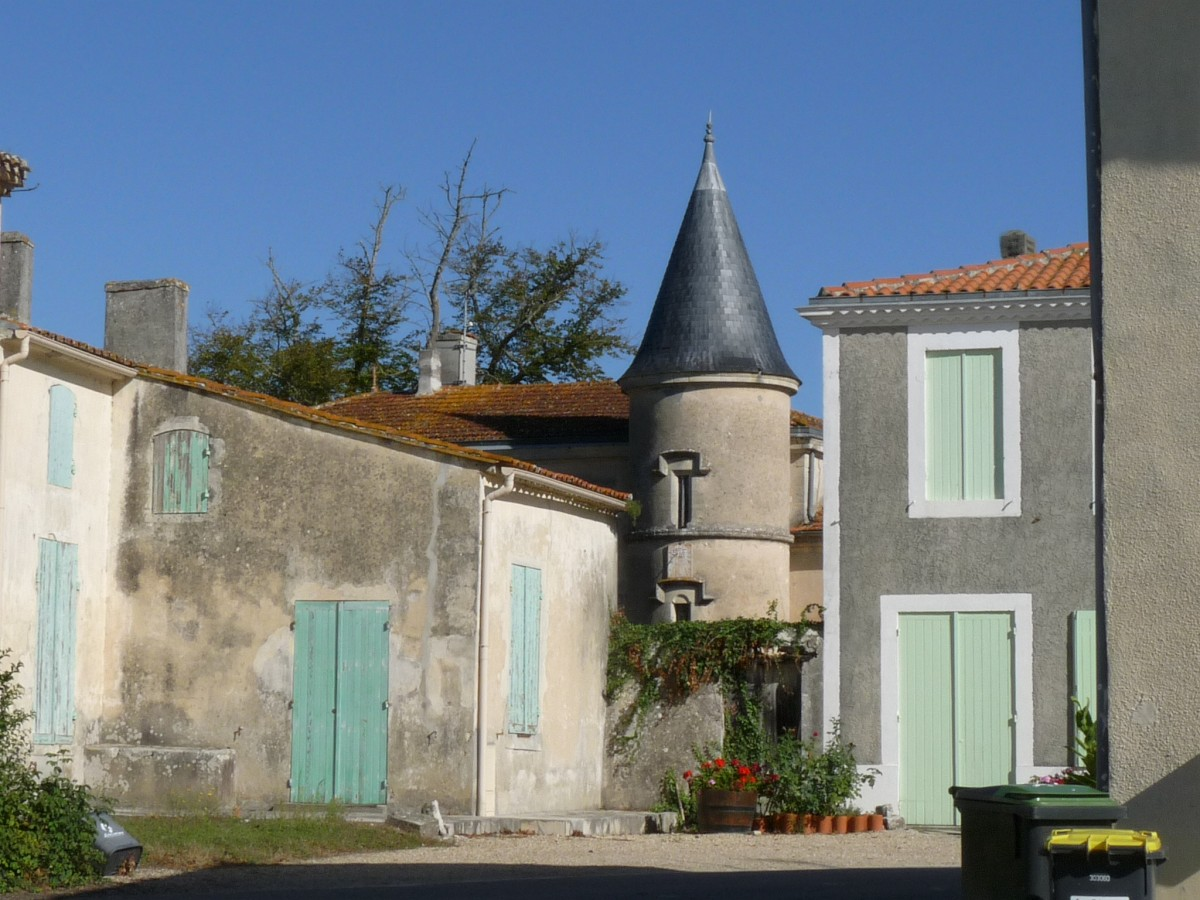
Civrac-en-Médoc.

## Demografía
| 418 | 427 | 403 | 451 | 510 | 502 |
| Para los censos de 1962 a 1999 la población legal corresponde a la población sin duplicidades (Fuente: INSEE [Consultar]) |     |     |     |     |     |